# Exidiaceae
Exidiaceae R.T. Moore, 1978 era una famiglia (ora obsoleta) di funghi della classe Tremellomycetes.

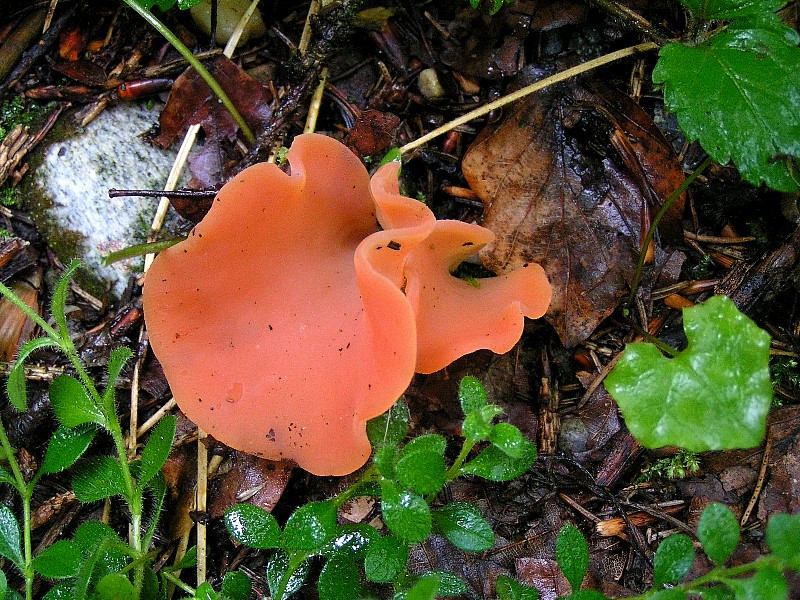
Guepinia rufa

## Generi di Exidiaceae
Il genere tipo è Exidia Fr. (1822), altri generi inclusi sono:
- Basidiodendron
- Bourdotia
- Ceratosebacina
- Craterocolla
- Ditangium
- Ductifera
- Efibulobasidium
- Eichleriella
- Endoperplexa
- Exidiopsis
- Fibulosebacea
- Flahaultia
- Guepinia
- Heterochaete
- Heteroscypha
- Microsebacina
- Opadorhiza
- Patouillardina
- Protodaedalea
- Protohydnum
- Protomerulius
- Pseudohydnum
- Pseudostypella
- Renatobasidium
- Sebacina
- Serendipita
- Stypella
- Tremellacantha
- Tremellodendron
- Tremelloscypha
- Tremiscus[1]